# كورت برجر
كورت بورغر (27 أغسطس 1894 ولد في كارلسروه، بادن باسم كارل غانز - 28 يوليو 1951 في شويرين ) سياسيًا ألمانيًا. من 1912 إلى 1918، كان ممثلاً للحزب الاجتماعي الديمقراطي . في عام 1919، كان أحد مؤسسي الحزب الشيوعي الألماني. بعد الحرب العالمية الثانية، أصبح عضواً في حزب الوحدة الاشتراكية لألمانيا الشرقية، وشغل منصب رئيس وزراء ولاية مكلنبورغ الألمانية الشرقية في عام 1951.